# Ngelo Wetan
Ngelo Wetan is een bestuurslaag in het regentschap Demak van de provincie Midden-Java, Indonesië. Ngelo Wetan telt 2922 inwoners (volkstelling 2010).